# Роберт Боженик
Роберт Боженик (словац. Róbert Boženík, нар. 18 листопада 1999, Терхова) — словацький футболіст, нападник нідерландського «Феєнорда» і національної збірної Словаччини. На умовах оренди виступає за португальську «Боавішту».

## Клубна кар'єра
Народився 18 листопада 1999 року в місті Терхова. Вихованець футбольної школи клубу «Жиліна». Дорослу футбольну кар'єру розпочав в основній команді того ж клубу, стабільним гравцем основного складу якої став по ходу сезону 2018/19.
На початку 2020 року за 4,6 мільйона євро перейшов до нідерландського «Феєнорда», з яким уклав контракт на 4,5 року.

## Виступи за збірні
2016 року дебютував у складі юнацької збірної Словаччини (U-19), загалом на юнацькому рівні взяв участь у 13 іграх, відзначившись 4 забитими голами.
Протягом 2018—2019 років залучався до складу молодіжної збірної Словаччини. На молодіжному рівні зіграв у 3 офіційних матчах, забив 1 гол.
Влітку 2019 року 19-річний на той час нападник дебютував в офіційних матчах у складі національної збірної Словаччини. Відтоді регулярно отримував виклики до національної команди, згодом був включений до її заявки на чемпіонат Європи 2020 року.
| Дата       | Місто           | Господарі   | Результат               | Гості       | Турнір                               | Голи | Примітки  |
| ---------- | --------------- | ----------- | ----------------------- | ----------- | ------------------------------------ | ---- | --------- |
| 7-6-2019   | Трнава          | Словаччина  | 5 – 1                   | Йорданія    | товариський матч                     | -    | 46'       |
| 11-6-2019  | Баку            | Азербайджан | 1 – 5                   | Словаччина  | Відбір до ЧЄ 2020                    | -    | 71'       |
| 6-9-2019   | Трнава          | Словаччина  | 0 – 4                   | Хорватія    | Відбір до ЧЄ 2020                    | -    | 46'       |
| 9-9-2019   | Будапешт        | Угорщина    | 1 – 2                   | Словаччина  | Відбір до ЧЄ 2020                    | 1    | 77'       |
| 10-10-2019 | Трнава          | Словаччина  | 1 – 1                   | Уельс       | Відбір до ЧЄ 2020                    | -    | 86'       |
| 13-10-2019 | Братислава      | Словаччина  | 1 – 1                   | Парагвай    | товариський матч                     | 1    | 31'       |
| 16-11-2019 | Рієка           | Хорватія    | 3 – 1                   | Словаччина  | Відбір до ЧЄ 2020                    | 1    | 72'       |
| 19-11-2019 | Трнава          | Словаччина  | 2 – 0                   | Азербайджан | Відбір до ЧЄ 2020                    | 1    | 77'       |
| 4-9-2020   | Братислава      | Словаччина  | 1 – 3                   | Чехія       | Ліга націй УЄФА 2020-2021 - 1-й етап | -    | 49' 65'   |
| 7-9-2020   | Нетанья         | Ізраїль     | 1 – 1                   | Словаччина  | Ліга націй УЄФА 2020-2021 - 1-й етап | -    | 78'       |
| 8-10-2020  | Братислава      | Словаччина  | 0 – 0 д.ч. (4 – 2 п.п.) | Ірландія    | Відбір до ЧЄ 2020                    | -    | 107'      |
| 11-10-2020 | Глазго          | Шотландія   | 1 – 0                   | Словаччина  | Ліга націй УЄФА 2020-2021 - 1-й етап | -    | 76'       |
| 14-10-2020 | Трнава          | Словаччина  | 2 – 3                   | Ізраїль     | Ліга націй УЄФА 2020-2021 - 1-й етап | -    | 71'       |
| 24-3-2021  | Нікосія         | Кіпр        | 0 – 0                   | Словаччина  | Відбір до ЧС 2022                    | -    | 60'       |
| 27-3-2021  | Трнава          | Словаччина  | 2 – 2                   | Мальта      | Відбір до ЧС 2022                    | -    | 46'       |
| 1-6-2021   | Рід-ім-Іннкрайс | Болгарія    | 1 – 1                   | Словаччина  | товариський матч                     | -    | 46'       |
| 1-9-2021   | Любляна         | Словенія    | 1 – 1                   | Словаччина  | Відбір до ЧС 2022                    | 1    | 76'       |
| 4-9-2021   | Братислава      | Словаччина  | 0 – 1                   | Хорватія    | Відбір до ЧС 2022                    | -    | 62' 90+3' |
| 7-9-2021   | Братислава      | Словаччина  | 2 – 0                   | Кіпр        | Відбір до ЧС 2022                    | -    | 79'       |
| 8-10-2021  | Казань          | Росія       | 1 – 0                   | Словаччина  | Відбір до ЧС 2022                    | -    | 64'       |
| 11-11-2021 | Трнава          | Словаччина  | 2 – 2                   | Словенія    | Відбір до ЧС 2022                    | -    | 88'       |
| 14-11-2021 | Мдіна           | Мальта      | 0 – 6                   | Словаччина  | Відбір до ЧС 2022                    | -    | 77'       |
| 29-3-2022  | Мурсія          | Фінляндія   | 0 – 2                   | Словаччина  | товариський матч                     | -    | 46'       |
| 3-6-2022   | Трнава          | Білорусь    | 0 – 1                   | Словаччина  | Ліга націй УЄФА 2022-2023 - 1-й етап | -    | 74' 86'   |
| 6-6-2022   | Трнава          | Словаччина  | 0 – 1                   | Казахстан   | Ліга націй УЄФА 2022-2023 - 1-й етап | -    | 71'       |
| Усього     |                 | Матчів      | 25                      |             | Голів                                | 5    |           |